# コリエンテス州
コリエンテス州 （コリエンテスしゅう、スペイン語:Provincia de Corrientes、グアラニー語:Tetãvore Taragui）は、アルゼンチン共和国の州。アルゼンチンの東部メソポタミア地方に位置する。州都はコリエンテス。西をサンタフェ州とチャコ州、北をパラグアイ、北東をミシオネス州、東をブラジルとウルグアイ、南をエントレ・リオス州と接している。
精神的にはブエノスアイレスよりもウルグアイのモンテビデオに近く、数度に渡ってアルゼンチン（というよりもブエノスアイレス）から独立しようとしたことがある。また、パラグアイとのつながりも深く、戦争があればどちらに着くかわからないとも言われている。エントレ・リオス州、サンタフェ州と併せてリトラル地方をなす。
公用語にはスペイン語のほか、グアラニー語も採用されている。

## 歴史
先住民としては主にグアラニー族が住んでいた。州都のコリエンテスはアスンシオンとブエノスアイレスの中間地点として、1588年4月3日にフアン・トーレス・ベラ・イ・アラゴンによって建設された。イエズス会が州の北部にイエズス会伝道所を作り、彼らはそこからグアラニー族への布教を拡大した。
スペインからの独立戦争に際してコリエンテス州はホセ・アルティーガスの連邦同盟に加わった。連邦同盟に属していたエントレ・リオス州のフランシスコ・ラミレス将軍は、統領のアルティガス将軍がポルトガルに敗北し、パラグアイに亡命した後も連邦同盟の将軍としてブエノスアイレスと戦い勝利したので、1820年から一年間、今のコリエンテス州とエントレ・リオス州とミシオネス州を合わせてエントレ・リオス共和国を樹立した。
1830年、コリエンテス州の軍隊がミシオネス州を征服するが、ミシオネス州は1838年にパラグアイの領土になる。
大戦争中の1842年ブエノスアイレス州知事フアン・マヌエル・デ・ロサスの独裁に対し、サンタフェ州と共に独立を宣言した。これにはパラグアイによる支援があったといわれている。両州を併合するためにウルグアイからフルクトゥオソ・リベラの雇ったジュゼッペ・ガリバルディが侵攻してくるが、これは打ち破られた。
1850年にエントレ・リオス州のウルキーサに占領され、三国同盟戦争ではパラグアイ軍の侵攻に遭った。

## 経済
タバコ、米、マテ茶、柑橘類、綿花などが栽培される。
他のリトラル地域のようにユーカリを使った林業が盛んである。

## 地理と気候
西をパラナ川、東をウルグアイ川に囲まれている。北部は亜熱帯に属し重い雨が降る。南部はパンパ気候である。多くの国立公園や、イエズス会伝道所跡が残る。

## 芸術・文化
フォルクローレのチャマメの発祥地として有名である。コリエンテス州は、アルゼンチンでは唯一かなりの数の黒人が住んでおり、黒人文化の影響が見て取れる。ラスギド・ドブレはチャマメをよりリズミカルにしたものである。黒人はカンバ(グアラニー語で黒を表す)と呼ばれ、彼ら独自の地域を持っている。
黒人の影響はカルナバルに表れ、アルゼンチン全土でもコリエンテスのカルナバルの祝典は最もカラフルである。

## 隣接州
- ニェーンブク県
- ミシオネス県
- イタプア県
- ミシオネス州
- リオグランデ・ド・スル州
- アルティガス県
- エントレ・リオス州
- サンタフェ州
- チャコ州

## 下位行政区画
1. ベジャ・ビスタ・デパルタメント（英語版）
2. ベロン・デ・アストラーダ・デパルタメント（英語版）
3. カピタル・デパルタメント (コリエンテス州)（英語版）
4. コンセプシオン・デパルタメント（英語版）
5. クルス・クアティア・デパルタメント（英語版）
6. エンペドラード・デパルタメント（英語版）
7. エスキーナ・デパルタメント（英語版）
8. ヘネラル・アルベアール・デパルタメント (コリエンテス州)（英語版）
9. ヘネラル・パス・デパルタメント（英語版）
10. ゴジャ・デパルタメント（英語版）
11. イタリ・デパルタメント（英語版）
12. イトゥサインゴ・デパルタメント（英語版）
13. ラバージェ・デパルタメント (コリエンテス州)（英語版）
14. ムブルクジャ・デパルタメント（英語版）
15. メルセデス・デパルタメント（英語版）
16. モンテ・カセロス・デパルタメント（英語版）
17. パソ・デ・ロス・リブレス・デパルタメント（英語版）
18. サラダス・デパルタメント（英語版）
19. サン・コスメ・デパルタメント（英語版）
20. サン・ルイス・デル・パルマール・デパルタメント（英語版）
21. サン・マルティン・デパルタメント (コリエンテス州)（英語版）
22. サン・ミゲル・デパルタメント（英語版）
23. サン・ロケ・デパルタメント（英語版）
24. サント・トメ・デパルタメント（英語版）
25. スアセ・デパルタメント（英語版）